# Wybory prezydenckie w Dżibuti w 1993 roku
Wybory prezydenckie w Dżibuti odbyły się 7 maja 1993 roku. Zwyciężył w nich dotychczasowy prezydent kraju Hasan Guled Aptidon z Ludowego Ruchu na rzecz Postępu. Aptidon zdobył 60,75% głosów. Frekwencja wyborcza wyniosła 51,25%.
Na mocy nowej Konstytucji z 1992 roku były to pierwsze wolne wybory prezydenckie.

## Wyniki
| Kandydat - Partia polityczna | Kandydat - Partia polityczna    | Liczba głosów | %      |
| ---------------------------- | ------------------------------- | ------------- | ------ |
|                              | Hasan Guled Aptidon - RPP       | 45 162        | 60,75% |
|                              | Mohamed Djama Elabé - PRD       | 16 386        | 22,04% |
|                              | Aden Robleh Awaleh - PND        | 9 143         | 12,30% |
|                              | Mohamed Moussa Ali - niezależny | 2 185         | 2,94%  |
|                              | Ahmed Ibrahim Abdi - niezależny | 1 466         | 1,97%  |
| Głosy nieważne               | Głosy nieważne                  | 1 750         |        |
| Razem (frekwencja 51,2%)     | Razem (frekwencja 51,2%)        | 76 092        | 100%   |